# Rauf & Faik
Rauf & Faik (dvojčata Rauf Mirzajev Rafig a Faik Mirzajev Rafig; * 7. července 1999, Iževsk) je udmurtské hudební duo ázerbájdžánského původu; zpěváci, skladatelé, aranžéři, textaři a hudební producenti.

## Život

### Dětství a mládí
Narodili se 7. července 1999 v Iževsku do ázerbájdžánské rodiny, která se přestěhovala v 90. letech do Ruska a zde si založila malý podnik.
Po přestěhování žila rodina skromně, sami dvojčata vyprávějí své vzpomínky na pronajatý jednopokojový byt. Navzdory situaci se rodiče snažili věnovat vývoji svých dětí, hudební talent však u nich objevil jejich soused.
| „      | Náš soused viděl, že jsme hudební kluci a radil naším rodičům, aby nás dali na hudební školu v Iževsku. Máma a táta nás tedy odvezli na školu a my jsme začali hrát na klavír. Hráli jsme osm let a potom jsme se začali zabývat zpěvem. | “ |
| — Rauf | |   |

Ve 4 letech začali studovat hudbu, která se stala nedílnou součástí jejich života. Chlapci se vydali na největší hudební instituci v Udmurtsku, kde začali studovat hru na klavír. Jejich talent se objevil už na začátku, když nastoupili na 1. stupeň hráli už skladby ze 3. stupně škole. Úspěšně složili všechny zkoušky a odešli společně na Dětskou hudební školu Petra Iljiče Čajkovského v Iževsku.
Na střední škole si jejich učitelka Larisa Jevgeněvna všimla vokálních schopností dvojčat a poté začaly hrát na školních akcích a dostali se do dětského sboru této učitelky. Mezitím se účastnili soutěží, které vyhrávali. Poté se dostali do sboru Nad duhou a se sborem cestovali na akce do Petrohradu, Estonska, Finska, Švédska a Itálie. Roku 2015 dokončili své studium na hudební škole Čajkovského.
Středoškolské studium získali na střední škole №68 ve svém rodném městě a poté na gymnasiu №56.

#### Zahájení kariéry
Od roku 2014 začali vystupovat v kavárně. Přes obtíže, kterým čelili, se duo přiznává, že při této příležitosti získali mnohé hudební zkušenosti.
První hudební klip, který vydali, bylo k písni Love remind yesterday. Po premiéře klipu získalo duo několik nabídek na vystoupení. Druhý hudební klip vydali roku 2016 a to k písni Не нужны мне слова (Nepotřebuji slova) a ve stejný rok se zúčastnili festivalu Majevka Live. Po festivalu vydali ještě jednu píseň a rozhodli se, že se budou zdokonalovat v aranžmá.
Navzdory finančním potížím si začali zařizovat své vlastní hudební studio, v této věci jim pomáhal jejich strýc Imanov Azer Alibala a duo začalo nahrávat nové písně. Mezi první skladby z jejich studia patří např. píseň Ego. Před písní Ego vyšly dvě skladby, které nezískaly velkou popularitu. Dále vydali píseň Я люблю тебя (Miluji tě), která získala větší popularitu.
Po úspěchu písně Я люблю тебя začali pracovat na albu, které vyšlo v září roku 2018 s názvem Я люблю тебя.
Dne 5. března 2019 vydali své druhé album PAIN & MEMORIES.

## Diskografie

### Alba
- Ja ljublju tebja (2018)
- PAIN & MEMORIES (2019)

### Singly
| Rok  | Název                                | Délka |
| ---- | ------------------------------------ | ----- |
| 2015 | Love remained yesterday              | 3:52  |
| 2016 | Не нужны мне слова                   | 2:24  |
| 2016 | You and me alone                     | 3:14  |
| 2018 | Ego                                  | 4:20  |
| 2018 | Я люблю тебя                         | 3:23  |
| 2018 | Апрель (feat. Интакто)               | 4:24  |
| 2018 | Было бы лето                         | 4:08  |
| 2018 | Детство                              | 3:08  |
| 2018 | Это ли счастье?                      | 3:24  |
| 2019 | Lonely (feat. Foreign Vill)          | 3:01  |
| 2019 | Между строк (feat. Octavian)         | 2:39  |
| 2019 | Дурачимся (интакто feat. Rauf& Faik) | 3:52  |